# Romagne-Gesnes
Ancienne commune de la Meuse, la commune de Romagne-Gesnes a existé de 1973 à 1987.  Elle a été créée en 1973 par la fusion des communes de Romagne-sous-Montfaucon et de Gesnes-en-Argonne. En 1987 elle a été supprimée et les deux communes constituantes ont été rétablies.